# Белошапочные сорокопуты
Белошапочные сорокопуты, или белоголовые сорокопуты  (лат. Eurocephalus), — род птиц семейства сорокопутовых. Распространены в Африке.

## Таксономия
Род Eurocephalus был введён в 1836 году английским зоологом Эндрю Смитом для единственного вида — Eurocephalus ruppelli. Автор отнёс этот род к семейству врановых (Corvidae). Впоследствии род был отнесён к семейству сорокопутовых (Laniidae).
Анализ филогенетических взаимоотношений с использованием молекулярных маркеров показал, что представители рода более тесно связаны с врановыми, чем сорокопутовыми, и было предположено поместить их в новое семейство, Eurocephalidae. Такое размещение было поддержано морфологическими характеристиками, их специализированным кормодобывательным поведением и кооперативным размножением.

## Виды
В состав рода включают два вида:
| Изображение | Научное название         | Русское название                    | Распространение                                                         |
| ----------- | ------------------------ | ----------------------------------- | ----------------------------------------------------------------------- |
|             | Eurocephalus ruppelli    | Белошапочный сорокопут Рюппеля      | восточная Африка от юго-востока Южного Судана и юга Эфиопии до Танзании |
|             | Eurocephalus anguitimens | Обыкновенный белошапочный сорокопут | Ангола, Ботсвана, Мозамбик, Намибия, Южная Африка и Зимбабве            |